# Hottó
Hottó község Zala vármegyében, a Zalaegerszegi járásban, a Zalai-dombság területén, a Göcsejben. A településen polgárőrség működik.

## Fekvése
Zalaegerszegtől közúton 8 kilométerre nyugatra, a Göcseji dombság egy viszonylag magas északi pontján fekszik. Közvetlen szomszédos települések keletre Teskánd, nyugatra pedig Böde. Lakott területe közúton két irányból közelíthető meg, de mindkettőhöz a 7405-ös útról kell letérni Teskánd közigazgatási területén.
Központja Teskánd központjából, a 74 112-es úton érhető el a legegyszerűbben, de ez utóbbi község külterületének déli részén kiágazik a 7405-ös útból északnyugat felé a 74 113-as út is, amely a Hottóhoz tartozó Szentmihályfára és onnan tovább Bödére vezet, Szentmihályfa felől pedig egy önkormányzati úton ugyancsak eljuthatunk Hottó központjába.

## Nevének eredete
Neve valószínűleg kiszáradt, víztelen, vagyis holt tóra vezethető vissza (Holtou tó).

## Története
Hottó két falurészből: Hottóból és Zalaszentmihályfából áll. Hottó nevét az írásos források először 1278-ban említették Holtou néven, majd neve 1378-ban, 1439-ben szerepelt ismét az oklevelekben.
Az 1914. évi népszámláláskor 362 magyar lakosa volt, ebből 355 római katolikus, 4 izraelita volt. Hottó ekkor Zala vármegye Zalaegerszegi járásához tartozott.
1949-ben Hottóhoz csatolták a megszűnő Zalaszentmihályfa lakott részét, a falun kívül álló híres középkori templom azonban Bödéhez került.
Zalaszentmihályfa határában található a vármegye egyik legpatinásabb műemléktemploma a 13. századi Árpád-kori, román stílusú Szent Mihály templom.

### Zalaszentmihályfa története
Zalaszentmihályfa helyén már az Árpád-kor is település állt. 1763-1787 között, az első katonai felmérés.és 1949 előtt önálló település volt.
A falut és templomát 1424-ben említették először az írásos források. A török időben elpusztult a falu és temploma is. 1750 körül állították helyre, és épült fel a közelében a falu is.
Egy 1933-ból való, a faluról szóló leírás a határában lévő és akkor még használható, török időkből való kápolnáját említi. 1920-ban 165, 1933-ban 185 lakosa volt. Az ekkor színmagyar, római katolikusnak írt község a zarándi körjegyzőséghez tartozott, vezetője Molnár József községi bíró volt.
Az 1919. évi népszámláláskor Zalaszentmihályfának 175 római katolikus, magyar lakosa volt és ekkor Zala vármegye Zalaegerszegi járásához tartozott.

## Közélete

### Polgármesterei
- 1990–1994: Málics József (független)[5]
- 1994–1998: Málics József (független)[6]
- 1998–2002: Simon Gyuláné (független)[7]
- 2002–2006: Simon Gyula Elekné (független)[8]
- 2006–2010: Simon Gyula Elekné (független)[9]
- 2010–2014: Vincze Ferenc (független)[10]
- 2014–2015: Vincze Ferenc (független)[11]
- 2015–2019: Vincze Ferenc (független)[12]
- 2019–2022: Vincze Ferenc (független)[13]
- 2022–2024: Bogárné Pusztai Magdolna (független)[14]
- 2024– : Bogárné Pusztai Magdolna (független)[1]

A településen 2015. június 21-én időközi polgármester-választást tartottak, az előző polgármester lemondása miatt. Lemondása ellenére Vincze Ferenc elindult az időközin, és miután nem akadt kihívója, egyedüli jelöltként meg is nyerte a voksolást.
2022. június 26-án ugyancsak időközi polgármester-választást kellett tartani, ezúttal is azért, mert a korábbi polgármester (2021. augusztus 31-i hatállyal, indokolás nélkül) benyújtotta lemondását. [A két dátum közti aránylag hosszú időtartamot a koronavírus-járvány miatt elrendelt korlátozások indokolták, mivel a járványhelyzet fennállása alatt Magyarországon nem lehetett választást kitűzni.] Az átmeneti időszakban ügyvivőként Halász Ernő István alpolgármester irányította a falut. Az időközi választáson a polgármesteri tisztségért négy független jelölt indult.

## Népesség
A település népességének változása:
| Lakosok száma | 327  | 316  | 316  | 336  | 326  | 328  | 338  |
|               | 2013 | 2014 | 2015 | 2021 | 2022 | 2023 | 2024 |

A 2011-es népszámlálás idején a nemzetiségi megoszlás a következő volt: magyar 98%. A lakosok 46,9%-a római katolikusnak, 2,24% reformátusnak, 5,6% felekezeten kívülinek vallotta magát (42,48% nem nyilatkozott).
2022-ben a lakosság 93,6%-a vallotta magát magyarnak, 0,9% németnek, 2,8% egyéb, nem hazai nemzetiségűnek (5,8% nem nyilatkozott; a kettős identitások miatt a végösszeg nagyobb lehet 100%-nál). Vallásuk szerint 48,8% volt római katolikus, 2,8% református, 1,2% evangélikus, 0,9% görög katolikus, 1,2% egyéb keresztény, 0,6% egyéb katolikus, 5,5% felekezeten kívüli (38,7% nem válaszolt).

## Nevezetességei
- Zalaszentmihályfa régi temploma – a település határában.

## Képgaléria a Szent Mihály-templomról

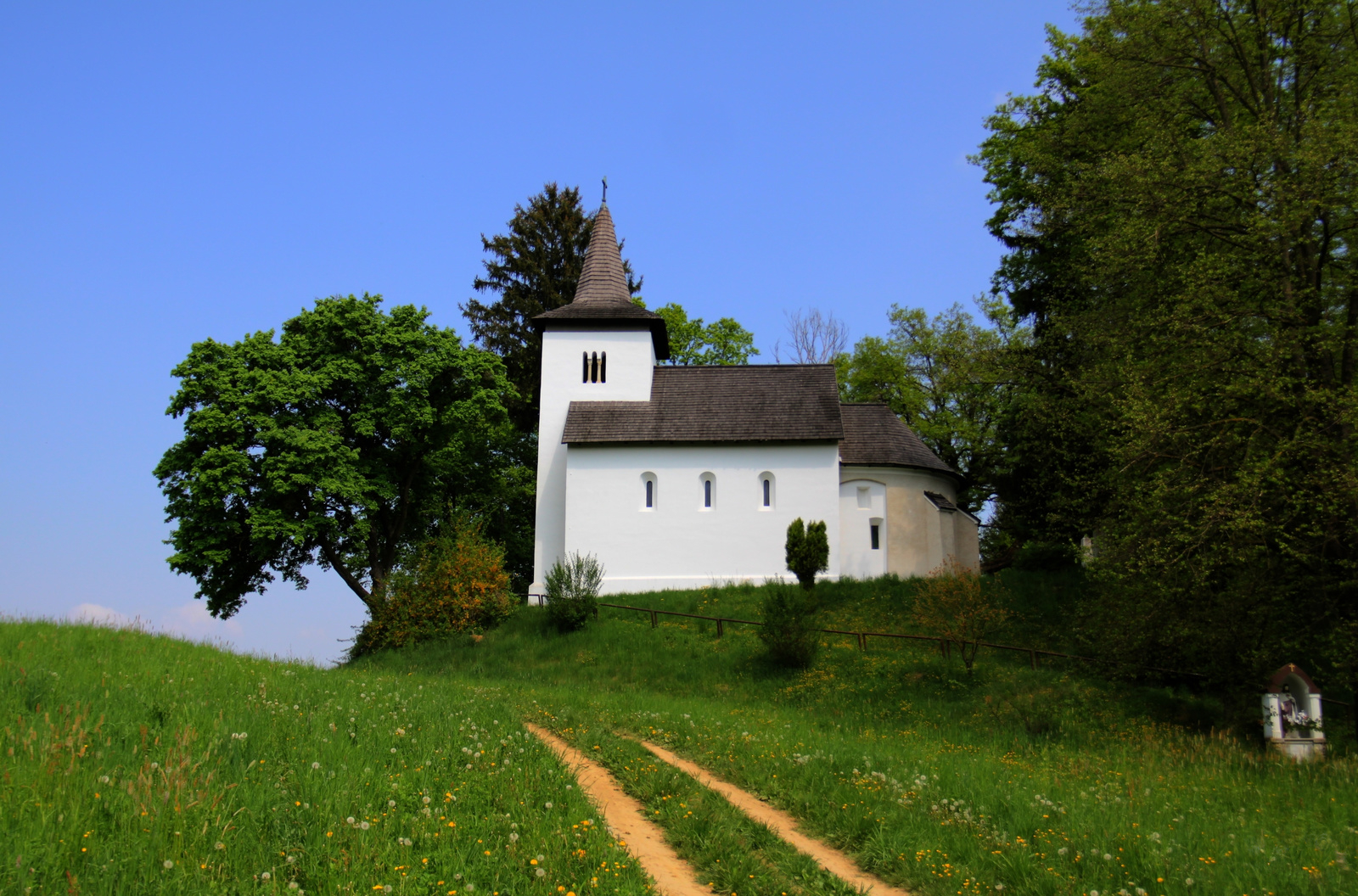
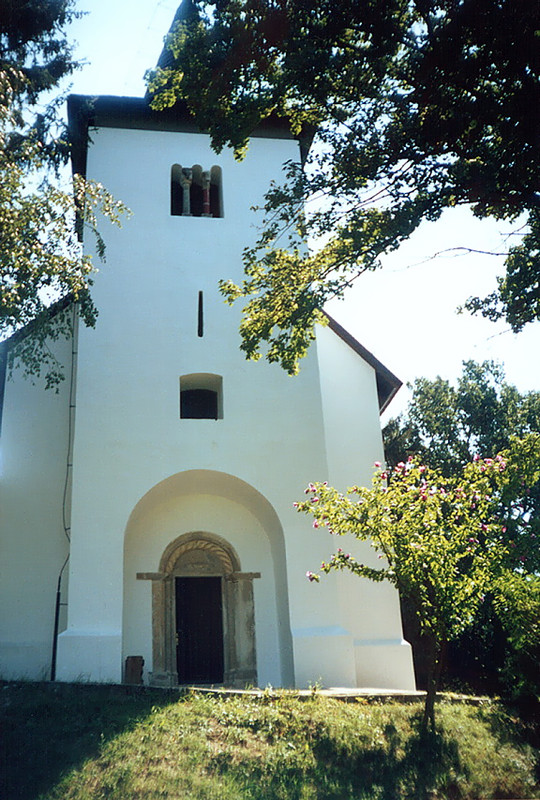
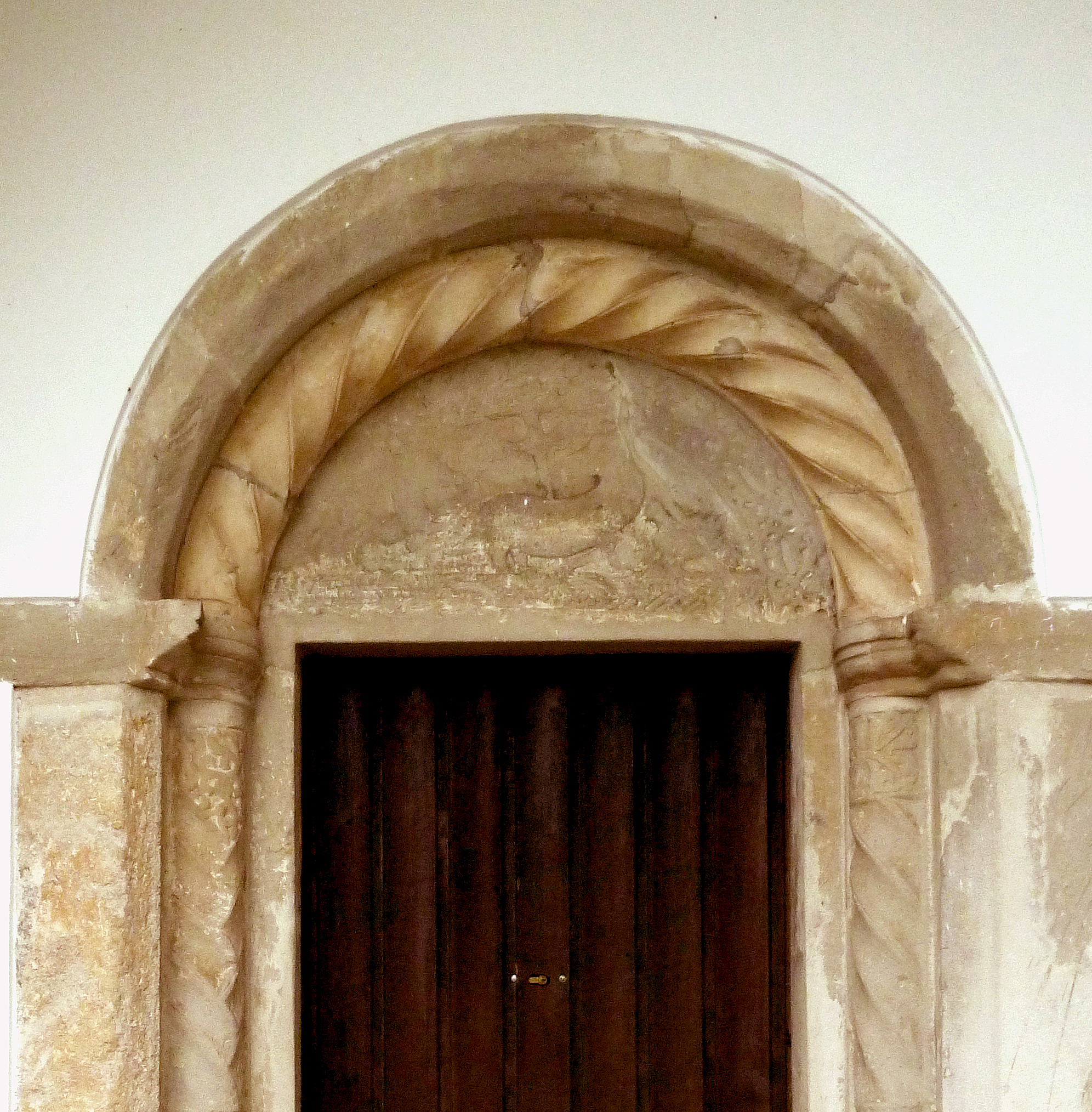
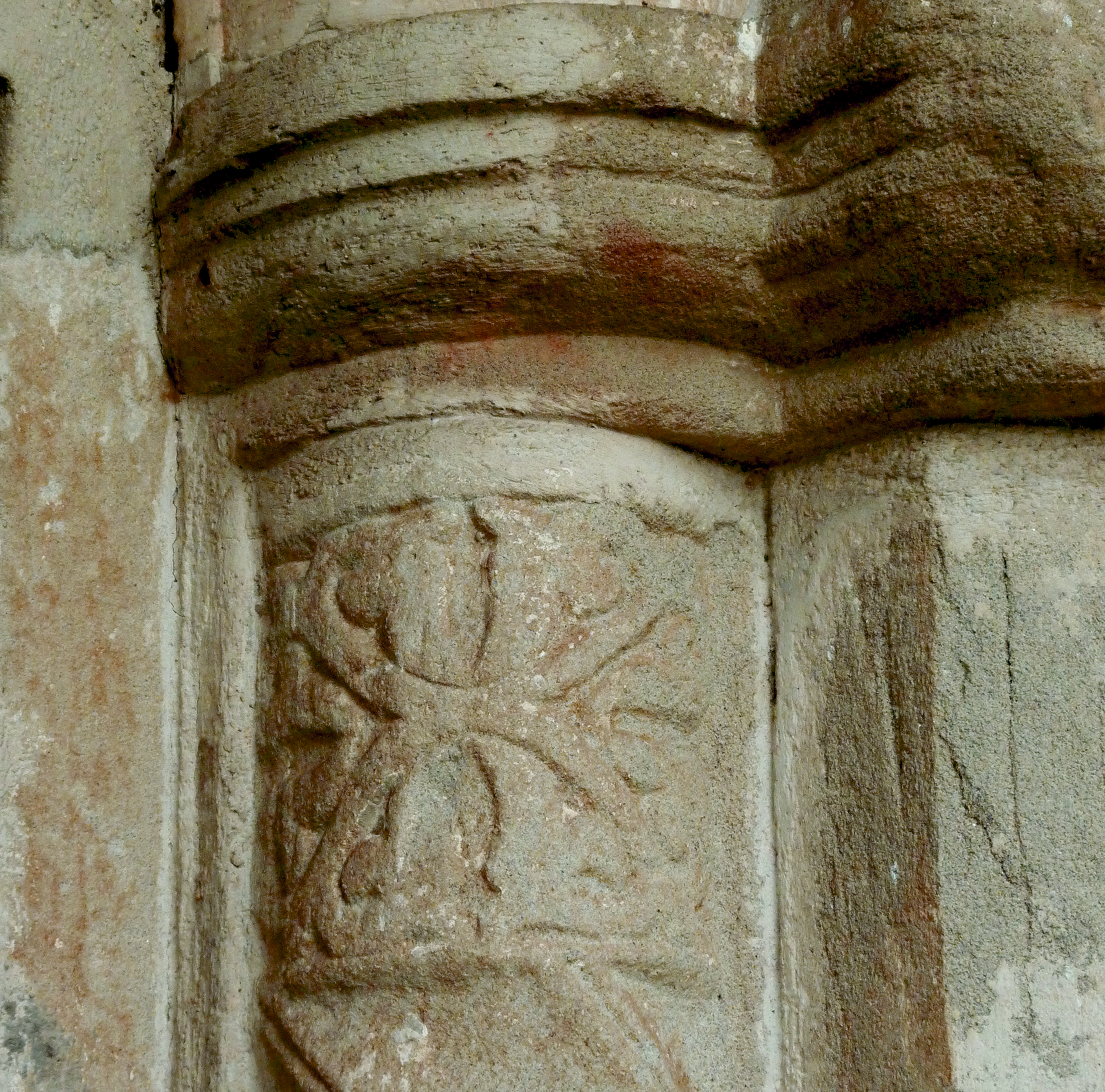
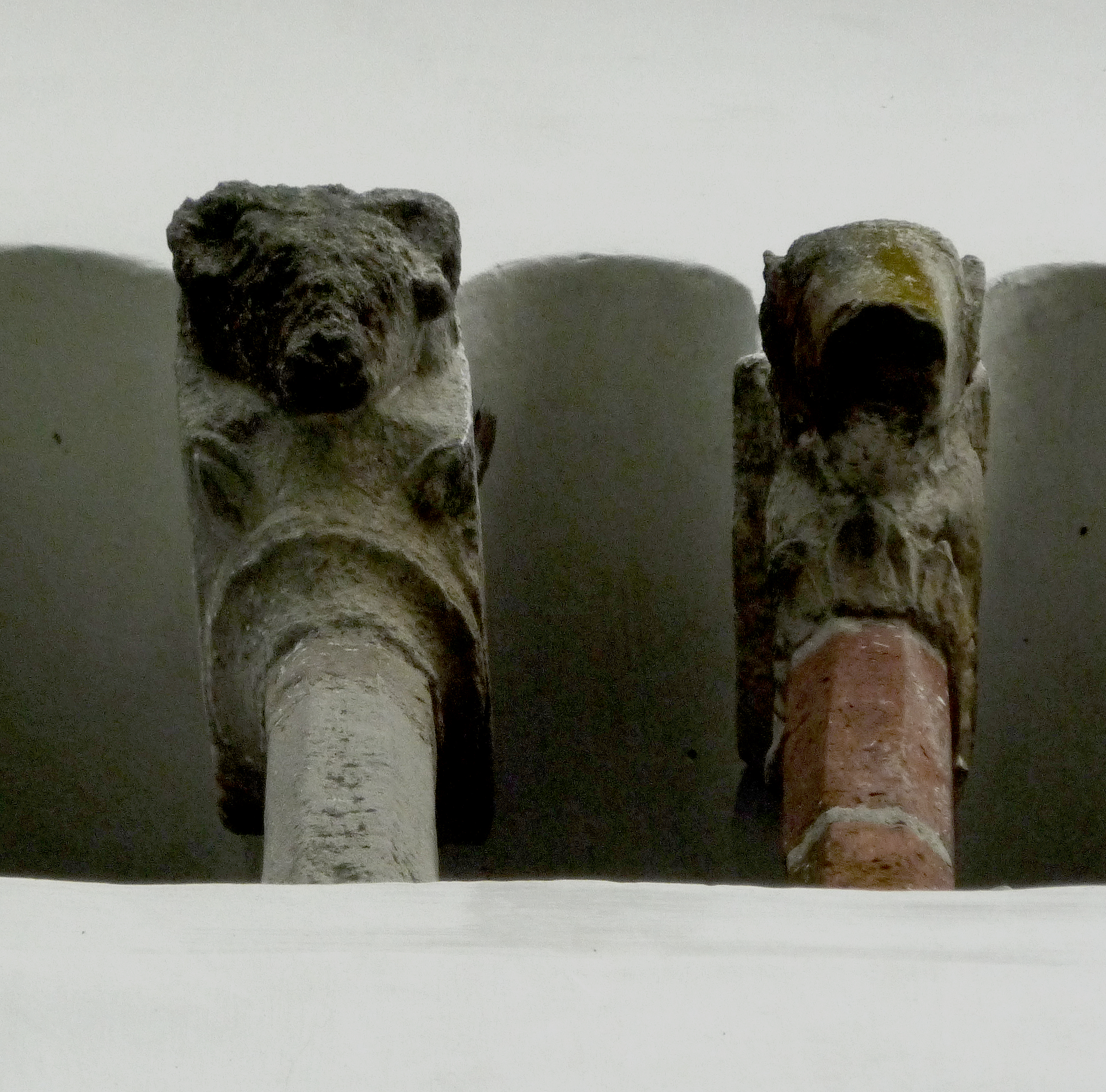
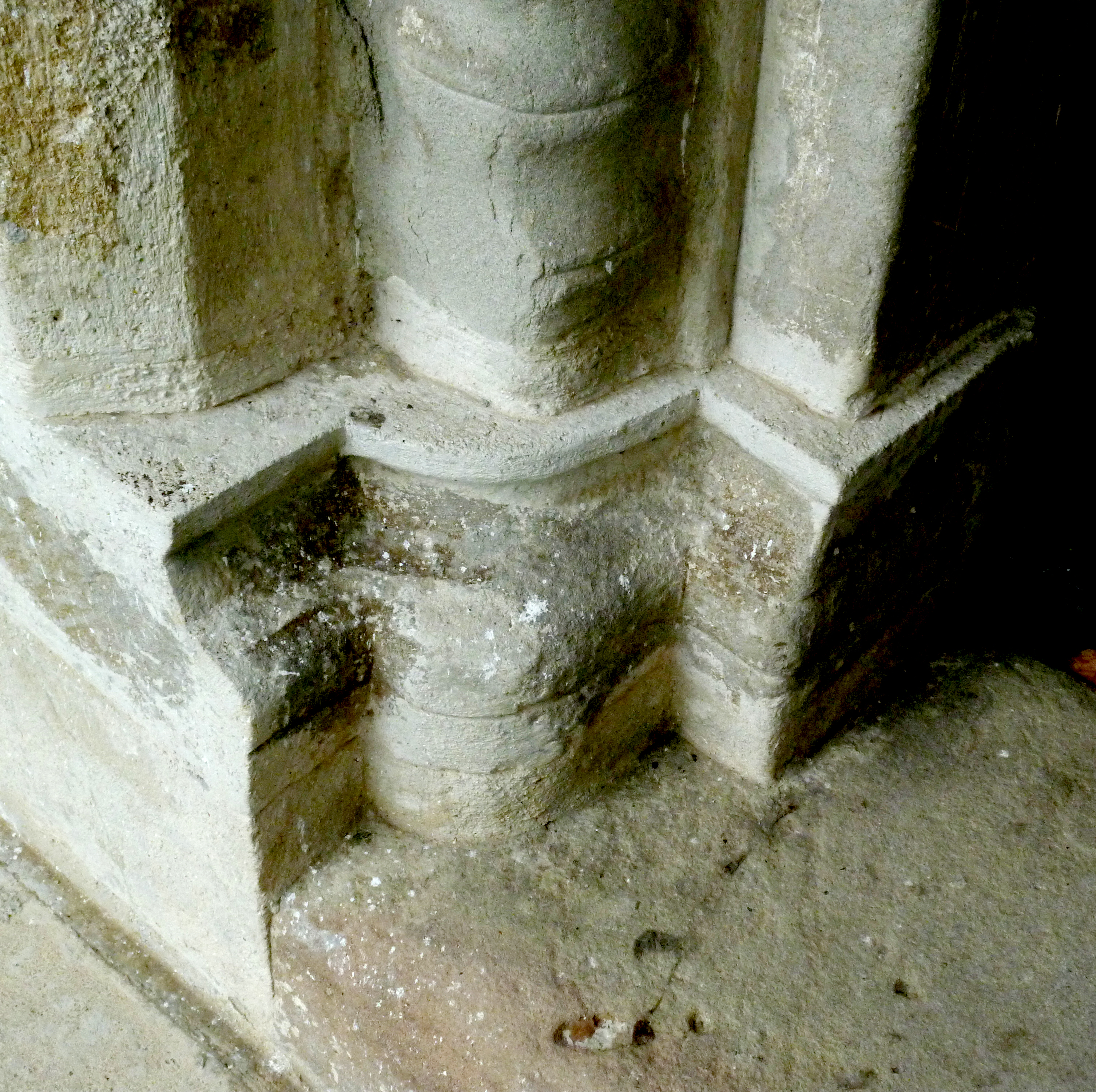